# Gerrit Walther
Pour les articles homonymes, voir Walther.
Gerrit Walther, né le 15 février 1959 à Kiel, est un historien allemand. 

## Biographie
Né à Kiel, Walther étudie la littérature, l'histoire et la philosophie à l'Université Goethe de Francfort-sur-le-Main de 1980 à 1986 puis suit une formation éditoriale dans un quotidien. Ses professeurs académiques les plus importants sont Ulrich Muhlack (en) et Notker Hammerstein (en). De 1987 à 1997, il est assistant de recherche à Francfort. En 1992, il obtient son doctorat à Francfort-sur-le-Main avec une thèse sur l'historien et homme politique Barthold Georg Niebuhr sous la direction d'Ulrich Muhlack. Les deuxième et troisième examinateurs du travail étaient Notker Hammerstein et Lothar Gall. À l'été 1993, Walther reçoit le prix Friedrich Sperl de l'Association des amis de l'Université Johann Wolfgang Goethe de Francfort. En 1997, il a également terminé son habilitation à Francfort avec une thèse sur Balthasar von Dernbach. À Francfort, il a également enseigné l'histoire moderne comme conférencier privé. 
En 2000-2001, Walther occupe une chaire d'histoire moderne à l'Université de Giessen. Depuis 2002, il enseigne à la succession de Hartwig Brandt en tant que professeur d'histoire moderne à la Bergische Universität Wuppertal (de). Il devient le doyen de la Faculté des sciences humaines et culturelles en octobre 2008.
Membre de l'Académie des sciences et des arts de Rhénanie-du-Nord-Westphalie (2006), depuis 2008, il est membre de la commission historique de l'Académie bavaroise des sciences et, en 2012, est élu président de la commission en succession de Lothar Gall. Le 8 mars 2017, il est confirmé dans ses fonctions pour cinq années supplémentaires. En 2012, l'Académie bavaroise des sciences l'a élu membre correspondant.
Les recherches de Walther portent sur l'histoire générale de l'âge confessionnel, l'histoire française du début de la période moderne, l'histoire de l'humanisme et de l'éducation européenne, l'histoire de l'historiographie et des études antiques classiques, et la culture aristocratique et de cour du début de la période moderne.

## Publications

### Monographies
- Julius Maria Becker 1887–1949. Ein Dichter zwischen den Weltkriegen[2], Battert, Baden-Baden, 1989  (ISBN 3-87989-160-5).
- Niebuhrs Forschung[3]In Frankfurter historische Abhandlungen, vol. 35, Steiner, Stuttgart, 1993  (ISBN 3-515-06369-2) (thèse, 1991).
- Abt Balthasars Mission. Politische Mentalitäten, Gegenreformation und eine Adelsverschwörung im Hochstift Fulda[4]In Schriftenreihe der Historischen Kommission bei der Bayerischen Akademie der Wissenschaften, vol. 67, Vandenhoeck und Ruprecht, Göttingen, 2002  (ISBN 3-525-36060-6) (thèse d'habilitation, 1997) (Numérisée).

### Éditeur
- Avec Notker Hammerstein, Ulrich Muhlack: Staatensystem und Geschichtsschreibung. Ausgewählte Aufsätze zu Humanismus und Historismus, Absolutismus und Aufklärung[5], in Historische Forschungen, vol. 83), Duncker & Humblot, Berlin, 2006  (ISBN 978-3-428-12025-3).
- avec Michael Maaser (en), Notker Hammerstein: Geschichte als Arsenal. Ausgewählte Aufsätze zu Reich, Hof und Universitäten der Frühen Neuzeit[6], in Schriftenreihe des Frankfurter Universitätsarchivs, vol. 3, Wallstein, Göttingen, 2010  (ISBN 978-3-8353-0798-8).